# Fernando Martínez-Maíllo
Fernando Martínez-Maíllo Toribio (Zamora, 28 de septiembre de 1969) es un abogado y político español, que fue coordinador general del Partido Popular desde el 17 de febrero de 2017 hasta el 21 de julio de 2018. Fue además presidente de la Diputación de Zamora y vicepresidente de la Federación Española de Municipios y Provincias (FEMP), cargos que decidió abandonar tras su nombramiento como vicesecretario. Asimismo, fue presidente provincial de dicho partido en Zamora, así como alcalde de Casaseca de las Chanas desde 2015 hasta marzo de 2017.

## Biografía
- Nace en Zamora el año 1969. Licenciado en Derecho por la Universidad de Salamanca[5]
- Máster en Tributación y Asesoría (CEF).
- Máster universitario en Unión Europea por la UNED (2011 - 2013).
- Ha sido abogado en ejercicio desde el año 1993 hasta el año 2003.
- Presidente de la Junta Rectora del consorcio del centro asociado de la UNED de Zamora desde 2003 hasta 2015.
- Miembro de la Comisión Ejecutiva de la Federación Española de Municipios y Provincias (FEMP) desde 2003 hasta 2015.
- Presidente de la Comisión de Servicios Sociales de la FEMP desde 2007 hasta 2011.
- Portavoz del Partido Popular en la FEMP desde 2007 hasta 2011.
- Presidente Provincial del PP de Zamora desde diciembre de 2004.
- Miembro de la Junta Directiva Nacional del PP desde 2000.
- Miembro del Comité Ejecutivo Autonómico del PP de Castilla y León desde 2003 y de la Junta Directiva Autonómica desde el año 2000.
- Miembro del Consejo de Administración de Caja España desde 2006 hasta 2010
- Vicepresidente segundo de la FEMP desde 2003 hasta 2015 .
- Vicesecretario del Partido Popular desde el 18 de junio de 2015 hasta el 21 de julio de 2018.
- Coordinador general del PP desde el 11 de febrero de 2017 hasta el 21 de julio de 2018.

## Cargos desempeñados dentro de la Federación Española de Municipios y Provincias (FEMP)
- Vicepresidente.
- Miembro de la Comisión Especial de Cuentas y Contratación.
- Miembro de la Comisión Nacional de Administración Local (CNAL).
- Vocal Comisión Diputaciones.
- Suplente del presidente de la FEMP en el Buró Ejecutivo y Consejo Mundial de Ciudades y Gobiernos Locales Unidos (CGLU).
- Presidente de la Comisión de Servicios Sociales de la Federación Española de Municipios y Provincias (FEMP) desde 2007 hasta 2011.
- Suplente de la alcaldesa de Valencia (Rita Barberá) en el Comité de las Regiones (CDR).
- Titular del Comité Director del Consejo de Municipios y Regiones de Europa (CMRE).